# ماروین لئونارد گولدبرگر
 ماروین لئونارد گولدبرگر (انگلیسی: Marvin Leonard Goldberger؛ زاده ۲۲ اکتبر ۱۹۲۲) یک فیزیک‌دان اهل ایالات متحده آمریکا است.